# Anastasia Ivankova
Pour les articles homonymes, voir Ivankova.
Anastasia Ivankova est une gymnaste rythmique biélorusse née le 22 novembre 1991 à Minsk (Biélorussie).

## Biographie
Anastasia Ivankova remporte la médaille de bronze lors du concours par équipes des Jeux olympiques d'été de 2008 à Pékin avec Alina Tumilovich, Ksenia Sankovich, Glafira Martinovich, Zinaida Lunina et Olesya Babushkina.
Quatre ans plus tard, elle est médaillée d'argent olympique du concours des ensembles à Londres, avec ses coéquipières Maryna Hancharova, Nataliya Leshchyk, Aliaksandra Narkevich, Ksenia Sankovich et Alina Tumilovich.